# Tardigrada
Tardigradele sunt animale nevertebrate de dimensiuni foarte mici, 1,5 - 0,1 mm lungime. Larvele de abia eclozate au până la 0,05 mm. Tardigradele sunt răspândite pe tot globul, de la 6000 m înălțime în Munții Himalaya până la 4000 metri în adancimile Pâmântului. Aceste animale pot fi găsite în sol și nisip umed, în apele dulci stătătoare sau lin curgătoare, mai rar în mediul marin. Însă, cel mai des tardigradele au fost observate printre  asociațiile licheni și mușchi .
Tardigradele sunt capabile să supraviețuiască în condiții extreme, la temperaturi de -273 °C și +151 °C, și își păstrează vitalitatea circa un deceniu fără apă .

## Descriere
Capul nu este delimitat de restul corpului scurt, alcătuit din 4 segmente și înzestrat cu 4 perechi de picioare nearticulate ce se termină cu gheare. Cuticula conține chitină și are loc năpârlire periodică. Datorită dimensiunii, aparatul circulator și respirator lipsesc.

## Legături externe
- Materiale media legate de Tardigrada la Wikimedia Commons
- Un animal cvasi-indestructibil, tardigradul, ar putea proteja ADN-ul uman de razele X, 20 septembrie 2016, R. M., science.hotnews.ro
- Tardigrada sau ursul de apă – cel mai rezistent animal de pe Pământ. Poate trăi și în spațiu, 06 octombrie 2018, CeSpun.Eu